# Gas Gas TXT
La Gas Gas TXT è un motociclo da trial prodotto dalla casa Gas Gas.

## Descrizione
La moto è molto semplice nella struttura, con un telaio inizialmente a tubi quadrati in Cromo Molibdeno, poi nel 2002 inizia ad adoperare i tubi rotondi per la culla, con le travi ellittiche, vengono aggiornate le forcelle, inoltre viene anche aggiornato l'impianto frenante al retrotreno, passando da una pinza flottante a doppio pistoncino ad una a singolo pistoncino.
Un altro aggiornamento lo si ha nel 2008 con il telaio che diventa completamente a tubi rotondi e la nuova mascherina anteriore, dove si passa da un proiettore quadrato a un priettore rotondo, decisamente più compatto, inoltre viene ridimensionato anche la luce di stop posteriore.

## Cilindrate
Questa moto è stata prodotta in diverse cilindrate, determinando il nome del modello:
- 50, prodotta dal 2000
- 70 "ROOKIE" o 80 "ROOKIE", prodotta dal 2002
- 80, prodotta dal 2001
- 125, prodotta dal 1999
- 200, prodotta dal 1999 al 2005, con motore nelle misure di alesaggio e corsa pari a 64 x 54,5
- 250, prodotta dal 1999
- 270, prodotta dal 1999, ridenominata 280 dal 2000
- 300, prodotta dal 2004
- 321, prodotta dal 1999 al 2001, con motore nelle misure di alesaggio e corsa pari a 83,4 x 60